# Pomponio Torelli
Vous lisez un « bon article » labellisé en 2018.
Pour les articles homonymes, voir Torelli.
Pomponio Torelli (né en 1539 à Montechiarugolo et mort à Parme le 9 avril 1608) est le 8e comte de Montechiarugolo, diplomate, philosophe, homme de lettres et précepteur à la cour du duché de Parme et Plaisance. Personnage de premier plan dans l'histoire culturelle et politique de Parme sous la domination de la maison Farnèse du XVIe siècle, il entre au service du second duc de Parme, Octave Farnèse, qui le nomme ambassadeur en Flandre puis précepteur de Ranuce Ier Farnèse. Quand Ranuce devient duc, il en fait son émissaire afin de négocier, notamment, les relations tendues avec l'Espagne qui est encore présente à cette époque dans la péninsule italienne.
Torelli publie plusieurs ouvrages et contribue à la promotion de l'Accademia degli Innominati (Académie des Inconnus) de Parme au sein de laquelle il étudie Aristote et Platon.

## Biographie

### Jeunesse et formation

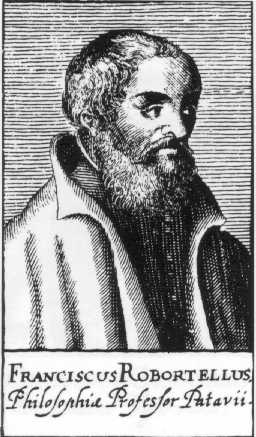
Francesco Robortello, maître de Pomponio Torelli

Pomponio est le fils de Paolo Torelli et de Béatrice, fille de Jean-François II Pic de la Mirandole. Il succède à son père qui meurt en 1545, âgé approximativement de 51 ans, alors que lui n'a que six ans. Sa mère meurt à son tour en décembre 1546. 1545 est aussi l'année de la constitution du duché de Parme et Plaisance qui comprend le comté de Montechiarugolo. Le duc de Parme devient le tuteur de Pomponio, encore mineur. Il est confié d'abord à Angelo Cantelli et à Francesco Baratta, et par la suite à son oncle Gaspare Torelli, fils naturel de Francesco Torelli,.
Les enfants Torelli sont éloignés du comté en raison de leur jeune âge, la région étant alors le théâtre d'une guerre de succession due à l’assassinat du seigneur de Parme, le duc Pierre-Louis Farnèse. Pomponio est formé aux études critiques et littéraires à Padoue, où il a pour maître Francesco Robortello. Ses tuteurs orientent Pomponio vers les ordres et en 1555, il est tonsuré, étape de la carrière ecclésiastique qui se déroule à Parme en présence des évêques Cerati et Guido Ascanio Sforza. En 1556, on le retrouve à Montechiarugolo, de retour d'un voyage en France, accompagné de son précepteur Andrea Casali. Une stèle, datant de 1576, placée sous le portique du château, rend hommage à celui-ci. En France, Pomponio a rejoint son frère aîné Francesco,, frère majeur de l'abbaye bénédictine Saint-Antoine-et-Saint-Pierre de Lézat-sur-Lèze en Ariège,.

### Administrateur et diplomate au service des ducs de Parme

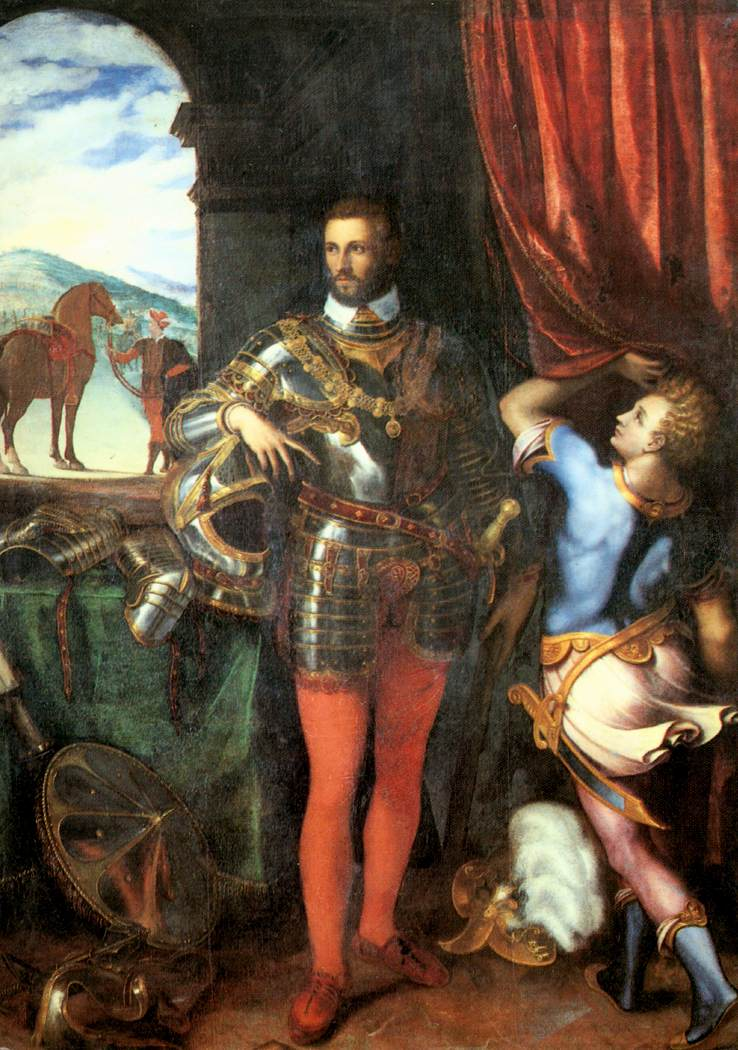
Octave Farnèse.

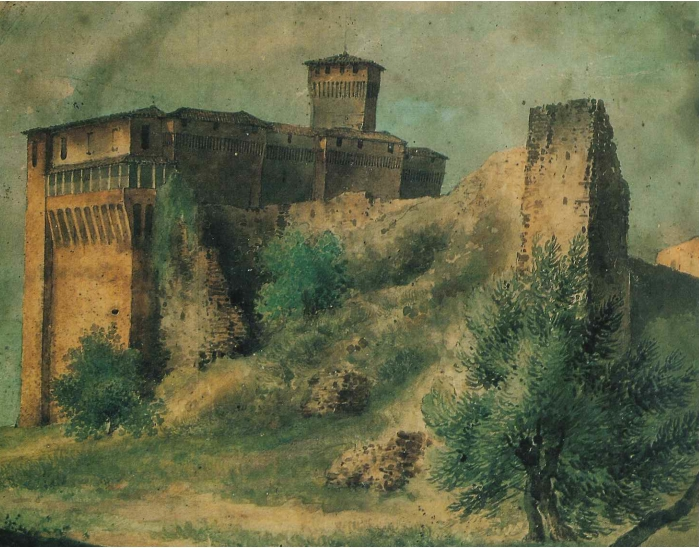
Le château de Montechiarugolo, aquarelle de Antonio Pasini, 1848.

Pomponio Torelli commence à fréquenter la cour du duc Octave Farnèse à laquelle il obtient le droit de prétendre à sa majorité. Curieux de découvrir des pays nouveaux, il complète sa formation par des voyages et à chaque retour il écrit des poèmes. En juillet 1566, Octave l'envoie à Ferrare auprès des Este pour prévenir de l'arrivée de Marie de Portugal, épouse d'Alexandre Farnèse que le roi Philippe II d'Espagne lui a choisie. Pomponio accompagne Marie de Portugal auprès d'Alexandre Farnèse qui se trouve en Flandre pour combattre sous les ordres du roi d'Espagne. Farnèse va y passer presque toute sa vie. À partir de ce moment, Pomponio Torelli voyage régulièrement en Italie, se rendant plusieurs fois à Rome et à Venise ainsi qu'auprès des grandes cours européennes.
Pomponio Torelli administre le comté de Montechiarugolo qu'il a créé en 1409 sous l'autorité du duché de Milan. Le fief se trouve inféodé, en raison de sa localisation géographique, à la maison Farnèse lorsque celle-ci donne naissance au duché de Parme et Plaisance en 1545, l'année même de l'accession de Pomponio Torelli au pouvoir. La création du duché de Parme et Plaisance est le résultat du népotisme pratiqué par le pape Paul III, favorisant les intérêts de son fils, Pierre-Louis Farnèse. En 1569, il fait réaliser un recensement qui relève 314 feux et 869 habitants. En 1575, constatant une fuite de sa population vers la capitale, Parme, il exempte de redevances et de gabelle ceux qui viennent s'installer dans son territoire, politique soutenue par Octave qui souhaite limiter l'arrivée d'une population rurale. Dans le duché, la population des campagnes passe de 97 000 personnes en 1545 à 65 000 en 1596. La vie de la population, descendante des serfs du Moyen Âge, est très difficile. La mortalité infantile est très élevée, le travail permet à peine de survivre et de payer les redevances au seigneur pour presque rien en échange. Le duché connaît, au cours des années 1590-1592, une famine à laquelle n'échappe pas le comté, ainsi qu'une forte augmentation des prix, due principalement à l'or que l'Espagne rapporte du Nouveau Monde.
En 1571, le monde chrétien fête la victoire de la bataille de Lépante, à laquelle Alexandre a participé. Pomponio est envoyé à Venise pour le féliciter par une oraison officielle. Ses bons rapports avec la cour ne l’empêchent pas de contester les impôts imposés par la Chambre ducale, qu'il juge trop élevés. Après un long procès notamment devant la Rote romaine, il récupère le fief de Coenzo (actuellement une frazione de la commune de Sorbolo) dont avait hérité Gaspare Torelli, fils naturel de Francesco, alors que la succession n'était pas possible à un fils naturel.
En 1576, Pomponio Torelli épouse Isabella Bonelli, fille de Marco, noble d'Alexandrie et de Domininia de Gibertis, qui lui apporte une dot de 20 000 ducats d'or. Isabella est la petite-nièce du pape Pie V et la sœur du cardinal Michele Bonelli. Paolo naît la même année. En 1583, Alexandre Farnèse, mais plus vraisemblablement Octave, Alexandre étant presque continuellement en Flandre au service de l'Espagne, le choisit comme précepteur du jeune Ranuce, futur héritier,. Pomponio le forme aux lettres et aux sciences humaines.
En octobre 1584, à la demande d’Octave, Pomponio se rend en Espagne pour négocier la restitution de la citadelle de Plaisance, alors encore aux mains des Espagnols en raison du traité de Gand. Pomponio se rend dans les Flandres auprès d'Alexandre, à Paris puis à Barcelone. Les négociations sont longues. Dans le duché, on commence à ironiser sur le nom académique de Pomponio, « le Perdu ». À l'été 1585, il rentre à Parme, ayant obtenu l'accord de Philippe II et il est accueilli par une foule exaltée qui le conduit triomphalement au palais du duc Octave. Au mois d'août, il est envoyé en mission à Rome auprès de Sixte V, afin d'évoquer l'occupation de Borgotaro par Ranuce au détriment des Landi, proches de l'empereur. La négociation se conclut à l'avantage du duc.

### Disgrâce temporaire

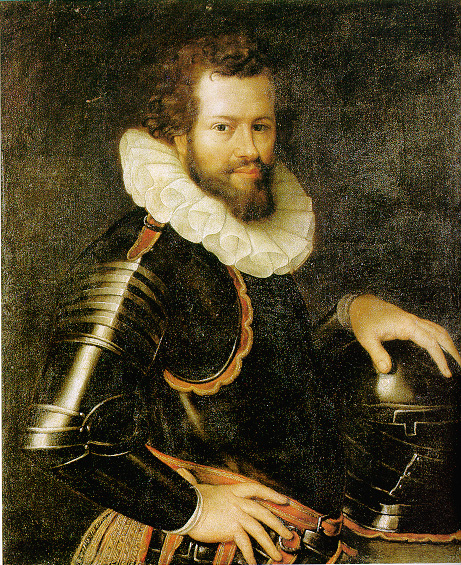
Ranuce Farnèse

Pomponio Torelli délaisse Montechiarugolo pour participer de plus en plus à la vie de la cour, ce qui n'est pas sans créer jalousies et reproches, notamment en raison de l'excessive influence qu'il aurait auprès de Ranuce d'après Alexandre Farnèse. Déçu par l'accusation, et Octave étant décédé, Pomponio se retire dans son château où il se consacre à ses études. En 1589, il rédige Merope qui paraît en 1605, tragédie connue en raison de sa publication en 1723 dans le recueil Teatro Italiano de Scipione Maffei. En 1591, son épouse Isabella meurt, il se réfugie alors dans son château aimé comme il l'écrit dans un de ses poèmes : « Alla Rocca di Montechiarugolo (…) O grata dimora, sia che infurii la canicola e inaridisca il grano ».
En 1593, Pomponio Torelli, qui bénéficie de la confiance de Ranuce, reçoit une pension de 600 scudi parmesans. En 1594, il voit ses droits féodaux sur Montechiarugolo confirmés par Ranuce. Il est cependant inquiet des visées de Ranuce à l'encontre des seigneurs locaux car depuis des années déjà, le prince s'approprie les terres de ses vassaux, les Landi en 1578, les Pallavicino en 1587. Ces craintes vont s'avérer fondées : en 1612, Ranuce s'approprie le comté de Montechiarugolo lors de la « Congiura » (conjuration) après avoir fait exécuter le fils de Pomponio, Pio,.
Torelli fait appel à Cesare Baglione pour décorer les salles de son château : le salon des fêtes et la chambre antique.
En 1595, il se rend à Venise pour l'élection du doge Marino Grimani.

### Au service de Ranuce
En octobre 1598, il est envoyé en mission diplomatique en Espagne par Ranuce afin de résoudre la question du serment de fidélité qui, en 1594, n'avait pas été entièrement réglée. Pomponio Torelli arrive à Madrid, le 17 décembre et obtient une audience auprès de Philippe III à qui il expose les questions du serment de fidélité et de rétributions. Il repart en mars 1599 pour Parme sans avoir obtenu entière satisfaction du gouvernement espagnol. Selon toute vraisemblance, la question du mariage du duc avait dû être évoquée quelques mois avant le départ de Torelli pour Rome, voyage en prévision du mariage du duc avec Marguerite Aldobrandini. Celui-ci est finalement célébré à Urbe le 7 mai 1600.
Il assure une fonction de conseil auprès de son prince en se prononçant en faveur du mariage avec une famille romaine et en rejetant une éventuelle alliance du duché avec la république de Venise.
En 1598, alors que Philippe II se meurt, Pomponio Torelli se rend de nouveau à Madrid pour des questions concernant Castro et Ronciglione. Il y rencontre de nouveau Philippe III.
Au cours des dernières années de sa vie, Torelli devient plus religieux. Il impose de sévères règles pour le respect des jours de fêtes, pour une vie plus chrétienne, contre les blasphémateurs. Il meurt à Parme le 9 avril 1608 et sa dépouille repose dans la chapelle familiale construite alors dans l'église de l'Annonciation de Parme, décorée de peintures du Parmigianino. Sa tombe est presque détruite après les événements de la conjuration de 1612. Sa famille obtient du duc Ferdinand Ier de Parme de relever la tombe.
En hommage, une rue de Parme porte son nom et un projet dénommé Pomponio Torelli nel quarto antenario della morte (1608-2008) sous les auspices du Dipartimento di Italianistica de Parme, de L'argonauta avec le soutien de la Fondazione Cariparma, de l'université de Parme et de la commune de Montechiarugolo ont publié trois volumes de l'Edizione delle Opere di Pomponio Torelli.

## Influence sur l'histoire de l'art de son époque

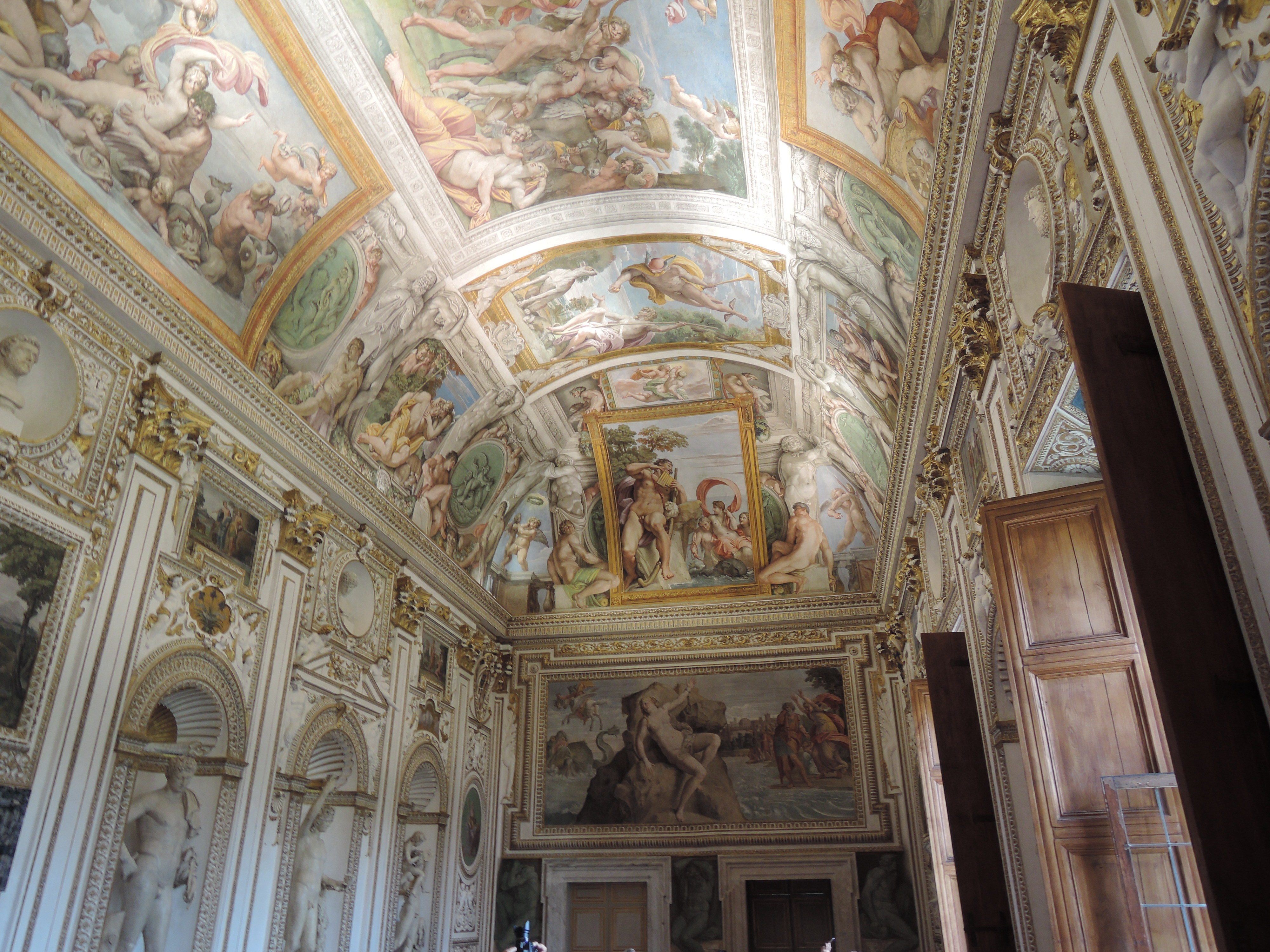
Fresques de la galerie Farnèse par Annibale et Agostino Carracci (1597 - 1606/1607)

Pomponio Torelli joue un rôle dans l'histoire de l'art sous les Farnèse, influençant par son classicisme Annibale et Agostino Carracci ainsi que la création poétique baroque, ouvrant la voie à l'une des plus grandes nouveautés culturelles du XVIIe siècle.
En effet, pour Stefano Colonna, le cycle farnésien est à mettre en relation avec la production philosophique et littéraire de Pomponio Torelli.
Pomponio Torelli est considéré sous le nom de Il Perduto comme le plus grand représentant d'un courant philosophique et littéraire l'Accademia degli Innominati (Académie des Inconnus), fondée en 1574 par Eugenio Visdomini et Giulio Smagliati à Parme.
Mais la contribution la plus importante de Torelli concerne la littérature, plus particulièrement les tragédies de cour et les fables pastorales. Il a écrit cinq tragédies en vers (La Mérope, Tancredi, Galatea, Vittoria et Polidoro) dans lesquelles il montre pour la première fois le conflit entre la raison d'État et les sentiments des individus.
À l'époque, la Poétique d'Aristote est répandue, mais peu comprise. Torelli décide de réviser les intrigues anciennes, en respectant les principes théoriques d'Aristote, mais il introduit une nouvelle recherche du suspense et de surprise afin de toucher un public plus large ; il développe une nouvelle fin tragique, dans laquelle il remplace la « fin désastreuse » aristotélicienne par une « fin heureuse », dans laquelle le héros est sur le point de tuer, reconnaît et ne tue pas. Selon Torelli une fin heureuse est la fin tragique la plus réussie. C'est en fait ce qui se passe dans sa pièce La Mérope : l'héroïne est sur le point de tuer mais quand elle reconnaît son fils dans la victime potentielle, elle ne le tue pas. Cette particularité est au centre de sa tragédie. La modernité de l'approche et l'étude approfondie de la psychologie font que Torelli est considéré comme le plus grand auteur de tragédies italien de la fin du XVIe siècle, ainsi que le précurseur de la comédie du XVIIIe siècle. D'après Louis-Mayeul Chaudon, Pomponio Torelli est surnommé le « Corneille de l'Italie ».

### Œuvres littéraires

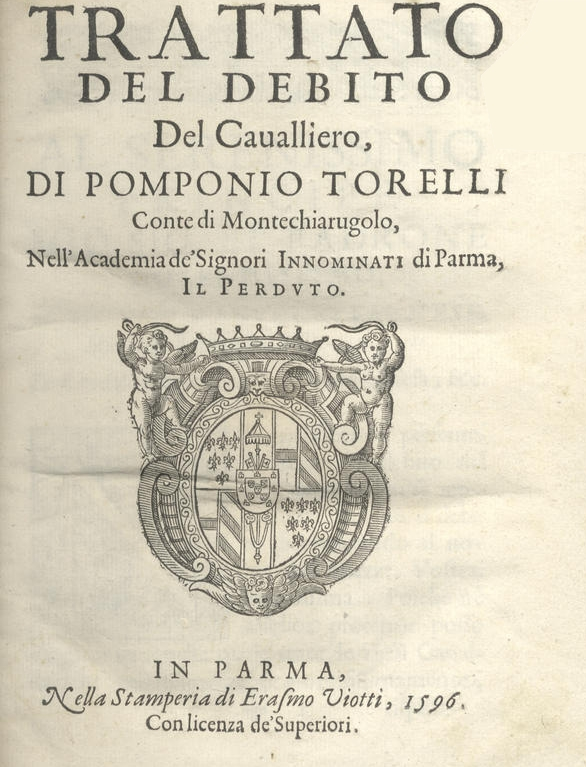
Trattato del debito del caualliero, di Pomponio Torelli publié à Parme par Erasmo Viotti en 1596.

En 1575, il rédige en vers et en italien Rime amorose. Dédié à Ersilia Farnese (1565-1596), fille naturelle d’Octave, c'est un recueil d’inspiration néo-pétrarquéenne, qui comprend 137 pièces.
En 1589, il rédige Il Tancredi suivi l'année suivante de Scherzi poetici puis en 1596, Trattato del debito del cavalliero dédié à son fils Pompilio, chevalier de Malte. Debito a ici le sens de devoir, et constitue le décalogue du parfait chevalier qui explicite les erreurs que les « Héros » doivent éviter. Ces écrits s'inspirent de la théorie des humeurs et se veulent, pour son prince, la voie à suivre faite de droiture, de justice et de sagesse.
En 1596, Pomponio prend la fonction de « prince de l'Académie des Inconnus » après le renoncement de Ranuce. En 1600, il publie Montisclariculi comitis, en vers et en latin, suivi en 1603 de La Galatea qui reprend l'antique fable de la rivalité entre Acis et Polyphème pour l'amour de Galatée, une des Néréides. En 1605, il écrit deux tragédies Il Polidoro et La Vittoria dont l'argument est l'injuste condamnation de Pierre Des Vignes par Frédéric II du Saint-Empire.
Les thèmes majeurs d'inspiration de Pomponio Torelli et des académiciens innominati apparaissent aussi à la cour romaine des Farnèse. Ainsi Fulvio Orsini, grand collectionneur d'antiquités et précédemment précepteur d'Édouard Farnèse, frère du duc Ranuce , fait décorer par Annibale et Agostino Carracci la galerie dite des Garrache du palais Farnèse. Ces peintures représentent les amours des dieux et demi-dieux et inaugurent le classicisme farnésien. Pomponio entretient des liens avec Édouard comme l'illustre la dédicace de Merope au prince de l'Église lors de la publication originale de l’œuvre par Erasmo Viotti. Il est reçu à l'Académie des Ricovrati de Padoue,
Les écrits de Torelli évitent tout aspect purement contemplatif au profit d'une fonction précise et pratique, montrer au Prince la voie à suivre pour un gouvernement juste et sage, un exemple à suivre dans le but de bien administrer les États. Les aspects politiques sont particulièrement importants dans la réflexion philosophique de Torelli pour qui la raison l'emporte sur les sentiments.
La Mérope, tragédie inspirée du sujet mythologique de la figure maternelle qui est sur le point de condamner son fils à mort, ignorant son identité, traite du conflit entre les sentiments familiaux et les intérêts politiques de l'ambition et du pouvoir, thème qui sera typique de la tragédie française et italienne des XVIIe  et  XVIIIe siècles repris par Scipione Maffei, Voltaire et Vittorio Alfieri.
Le Trattato del debito del cavalliero traite de la philosophie et des devoirs de l'Homme. Torelli clarifie sa théorie philosophique, déclarant que « le poète présente au lecteur les erreurs des Héros de façon qu'elles ne puissent être répétées ».

## Descendance
Pomponio Torelli et son épouse Isabella Bonelli ont huit enfants :
- Paolo (mars 1576[3] - 1630[49]), qui devient archevêque de Rossano (du 7 octobre 1624 à 1629, démission) et grand inquisiteur de Malte ;
- Marsilio, qui entre dans l'ordre de Malte en 1588 et meurt alors qu'il est commandeur[32] ;
- Pio (1578 - 1612), qui succède à Pomponio[50] ;
- Francesco (? - 1629[51]), commandeur de l'ordre de Malte ;
- Clelia, qui épouse Giambattista Masi, comte de Felino[51] ;
- Ersilia, qui épouse Francesco Anguissola de Plaisance[51] ;
- Flavia, qui épouse le comte Bernieri de Parme[51] ;
- Salinguerra[52], qui épouse une Lanfranchi de Pise[51].

Il a aussi eu un enfant naturel, Pompilio (1560-1596) ;

## Publications
Pomponio Torelli a écrit des poèmes d'amour en langue vernaculaire (Rime, 1575 ; 1586), six livres de Carmina figurata en latin (1600) ainsi que cinq tragédies qui ne sont pas représentées, basées essentiellement sur le conflit entre la « raison d'État » et les sentiments des individus, parmi ces publications :
- (it) Pomponio Torelli, Rime amorose del conte Pomponio Torelli detto il Perduto, nell'Academia de gli illustri signori Innominati di Parma, Parme, Erasmo Viotti, 1575 (lire en ligne),
- (it) Pomponio Torelli, Rime del conte Pomponio Torelli, nell'Academia de gli illustrissimi signori Innominati di Parma il Perduto, Parme, Erasmo Viotti, 1586,
- (it) Pomponio Torelli, La Merope, tragedia del conte Pomponio Torello, detto nell'Academia de gli Innominati di Parma il Perduto, Parme, Erasmo Viotti, 1589 (lire en ligne),
- (it) Pomponio Torelli, Trattato del debito del caualliero, di Pomponio Torelli, Parme, Erasmo Viotti, 1596,
- (it) Pomponio Torelli, Il Tancredi, tragedia di Pomponio Torelli conte di Montechiarugolo, nell'Academia de' sig. Innominati di Parma il Perduto, Parme, Erasmo Viotti, 1597 (lire en ligne),
- (it) Pomponio Torelli, Scherzi poetici dell'illustriss. s. Pomponio Torello, Vérone, Girolamo Discepolo, 1598,
- (la) Pomponio Torelli, Pomponii Taurelli, Montisclariculi comitis, academici Innominati Parmensis Carminum libri sex, Parme, Erasmo Viotti, 1600
- (it) Pomponio Torelli, La Galatea del conte Pomponio Torelli : nell'illustriss. Academia de gli Innominati il Perduto, Parme, Erasmo Viotti, 1603 (lire en ligne),
- (it) Pomponio Torelli, La Vittoria, tragedia di Pomponio Torelli conte di Montechiarugolo, nell'Academia de' Sig. Innominati di Parma il Perduto, Parme, Erasmo Viotti, 1605 (lire en ligne),
- (it) Pomponio Torelli, Il Polidoro, tragedia di Pomponio Torelli, conte di Montechiarugolo, nell'Academia de' Sig. Innominati di Parma il Perduto, Parme, Erasmo Viotti, 1605 (lire en ligne)